# 菱浦港
菱浦港（ひしうらこう）は、島根県隠岐郡海士町にある日本の地方港湾（市町村管理）。隠岐諸島の島前の中ノ島の玄関口である。

## 航路

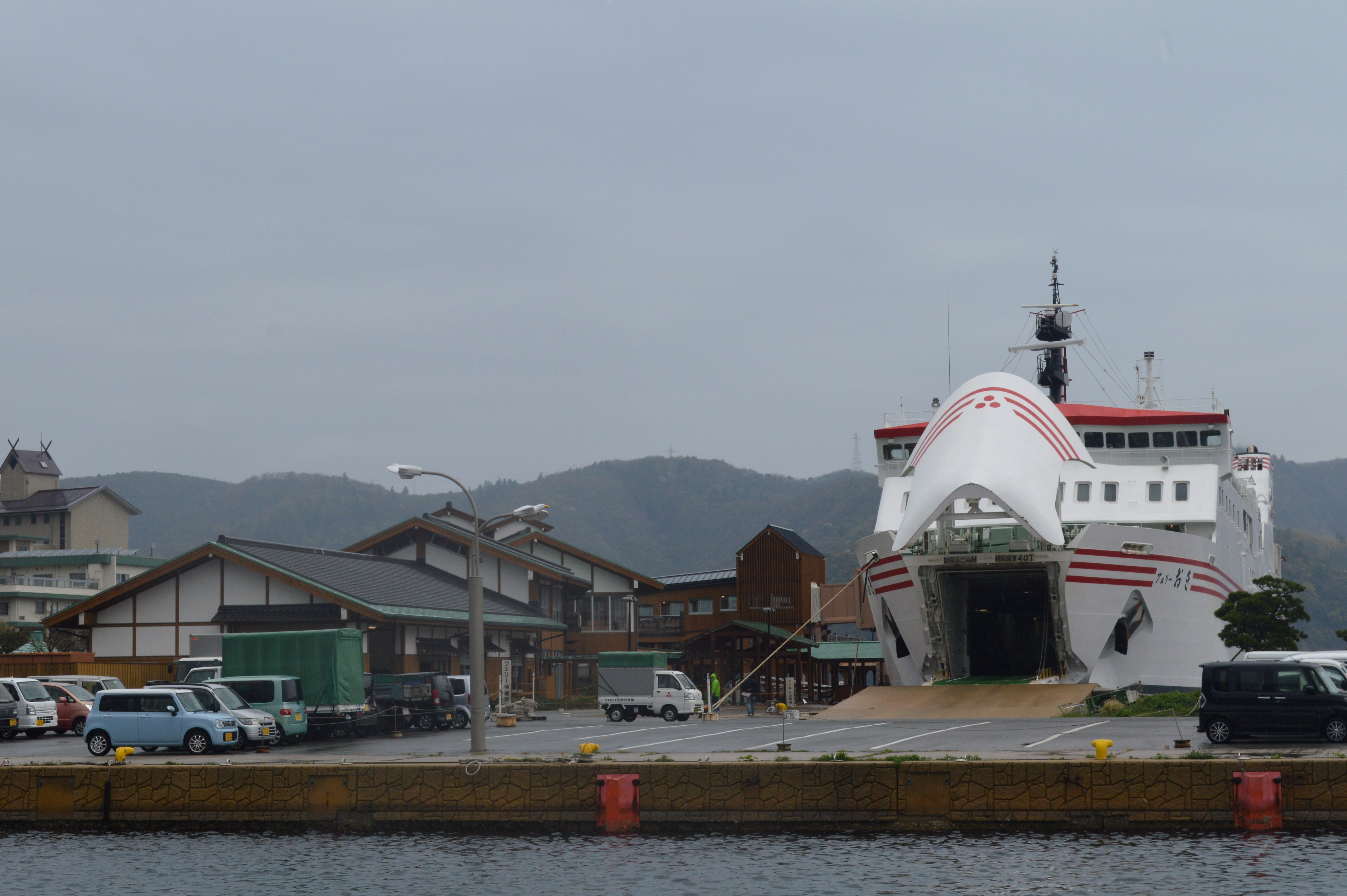
菱浦港に停泊中のフェリーおき

隠岐汽船が隠岐4島や本土との間にフェリーと高速船を運航している。隠岐観光が島前3島を巡廻する島前内航船を運航している。

### 隠岐汽船
- フェリー/高速船
  - 七類港（本土の松江市）
  - 境港（本土の境港市）
  - 島後島・西郷港（島後の隠岐の島町）
  - 西ノ島・別府港（島前の西ノ島町）
  - 知夫里島・来居港（島前の知夫村）

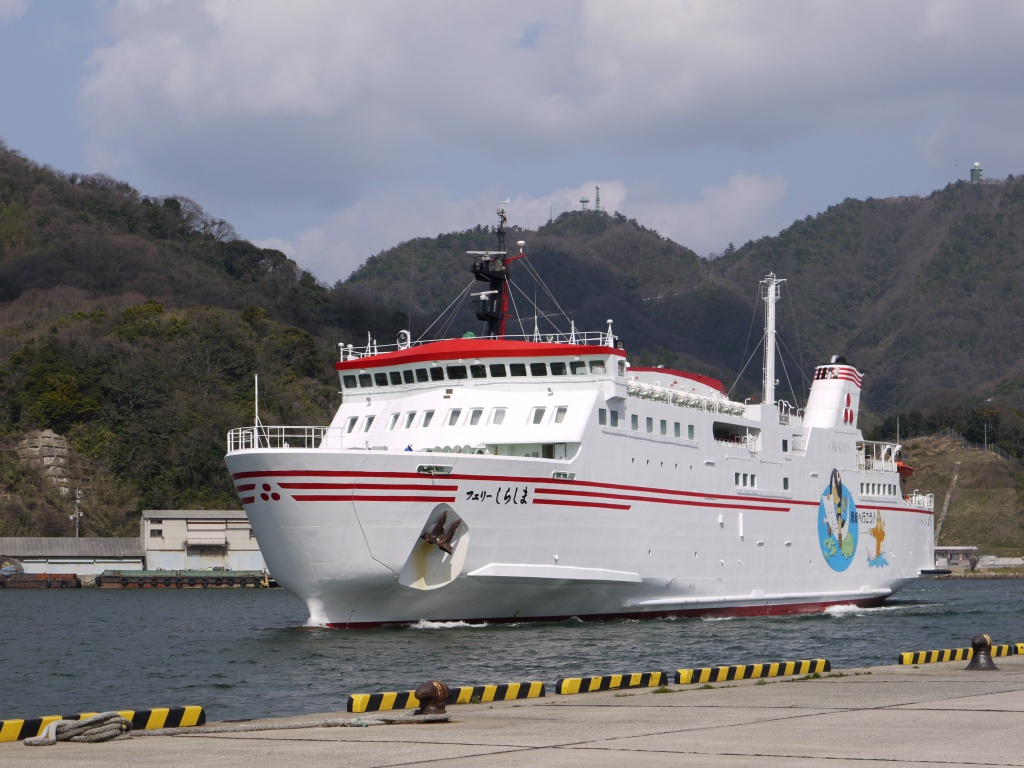
隠岐汽船のフェリーしらしま
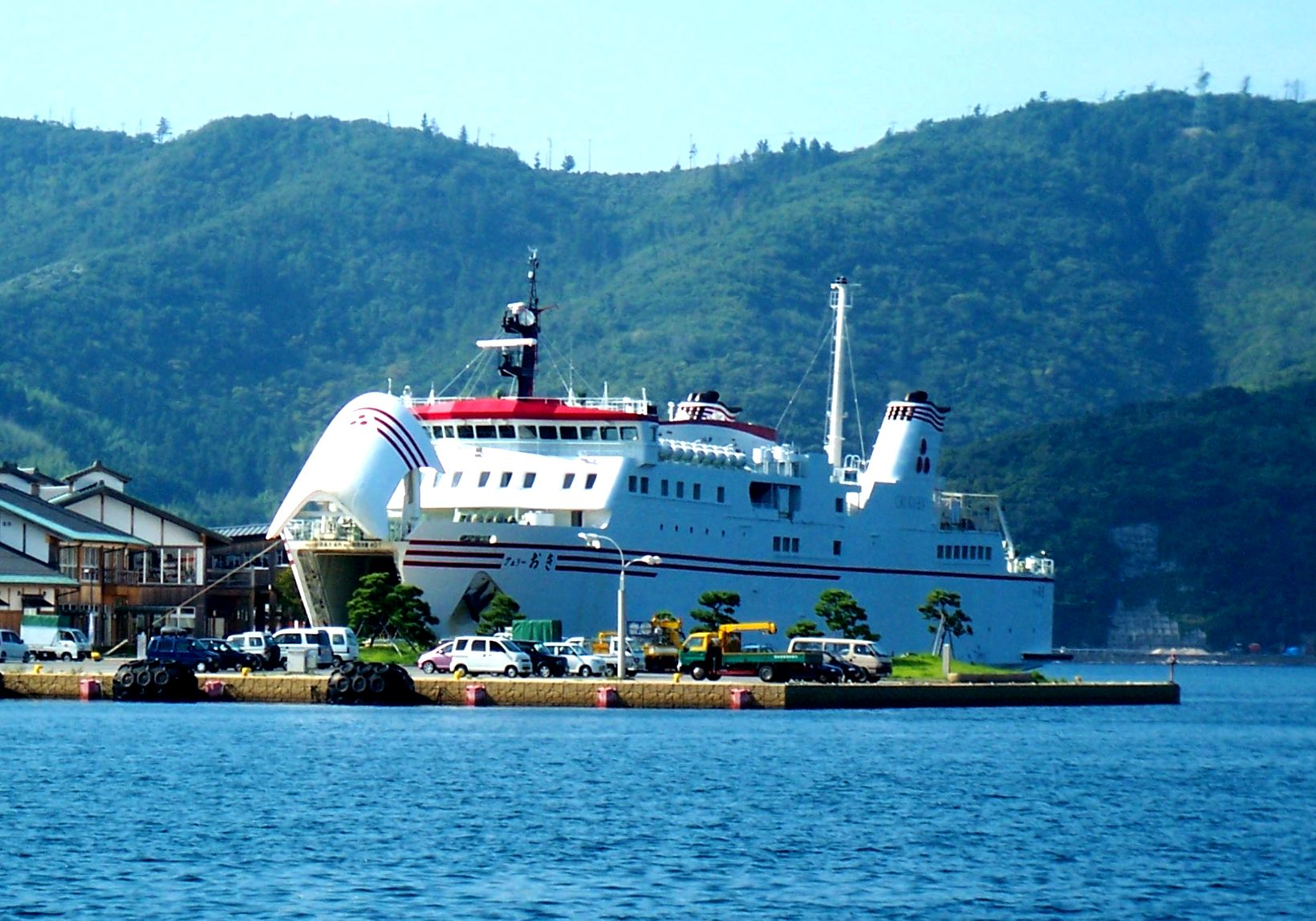
隠岐汽船のフェリーおき
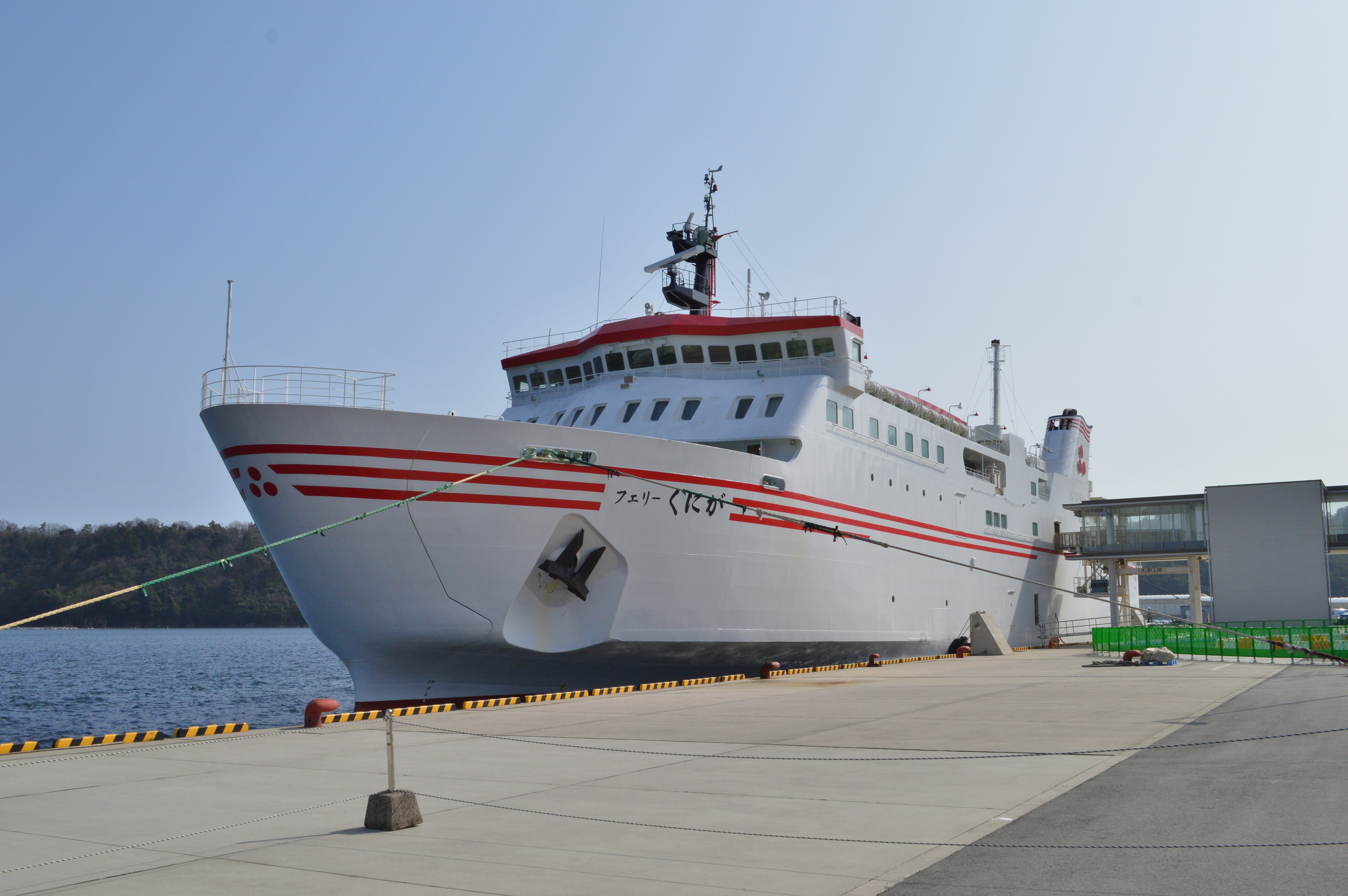
隠岐汽船のフェリーくにが
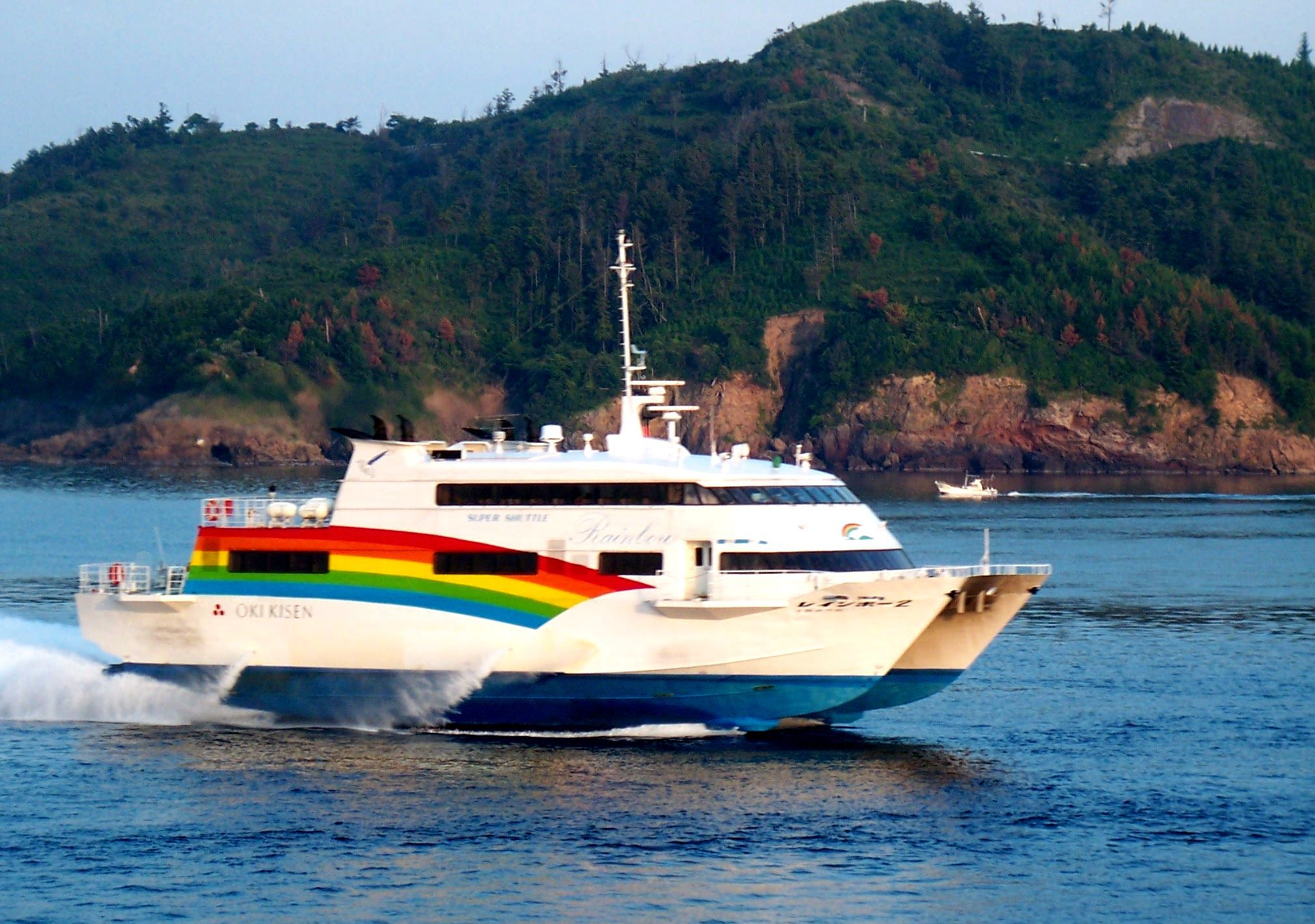
隠岐汽船の高速船レインボー2

### 隠岐観光
- 島前内航船
  - 西ノ島・別府港（西ノ島町）
  - 知夫里島・来居港（知夫村）

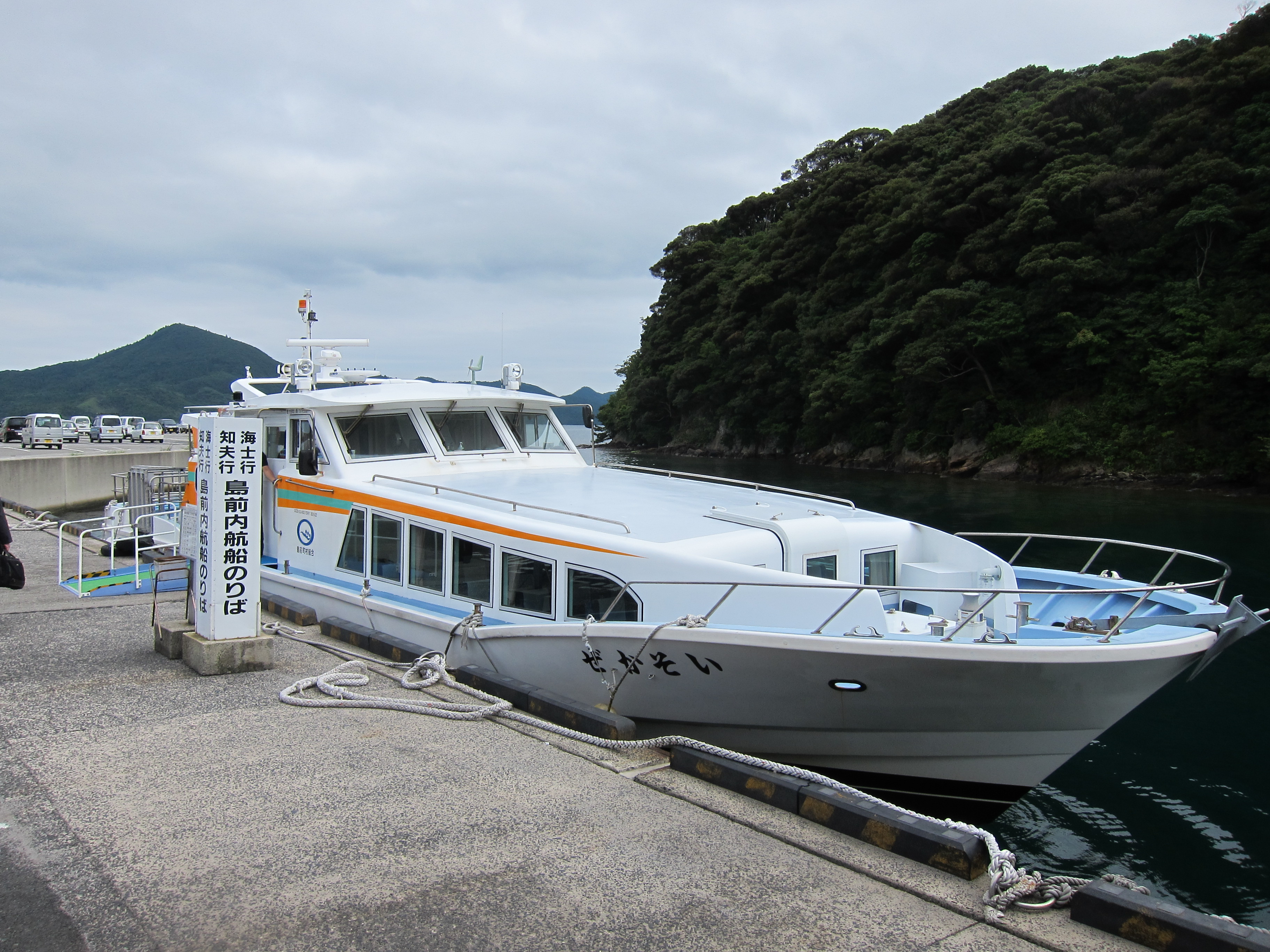
隠岐観光の島前内航船いそかぜ

## 周辺
- 承久海道キンニャモニャセンター（第三セクター）
  - 隠岐汽船や隠岐観光の旅客ターミナル、海士町観光案内所などがある。
- マリンポートホテル海士（第三セクター）
- 海士郵便局
- 島根県立隠岐島前高等学校
- 海士町立福井小学校
- レインボービーチ
- 家督山

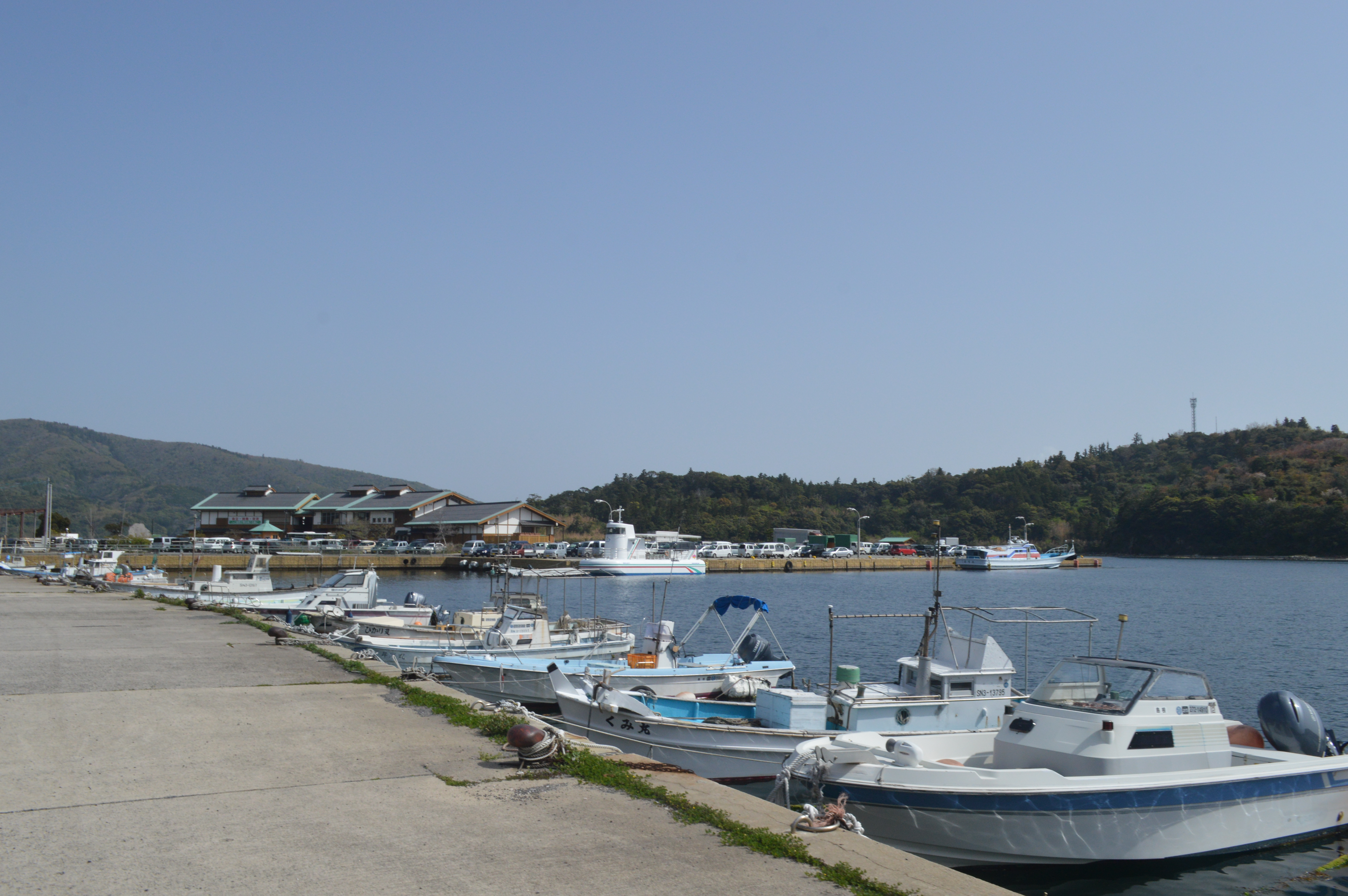
菱浦港
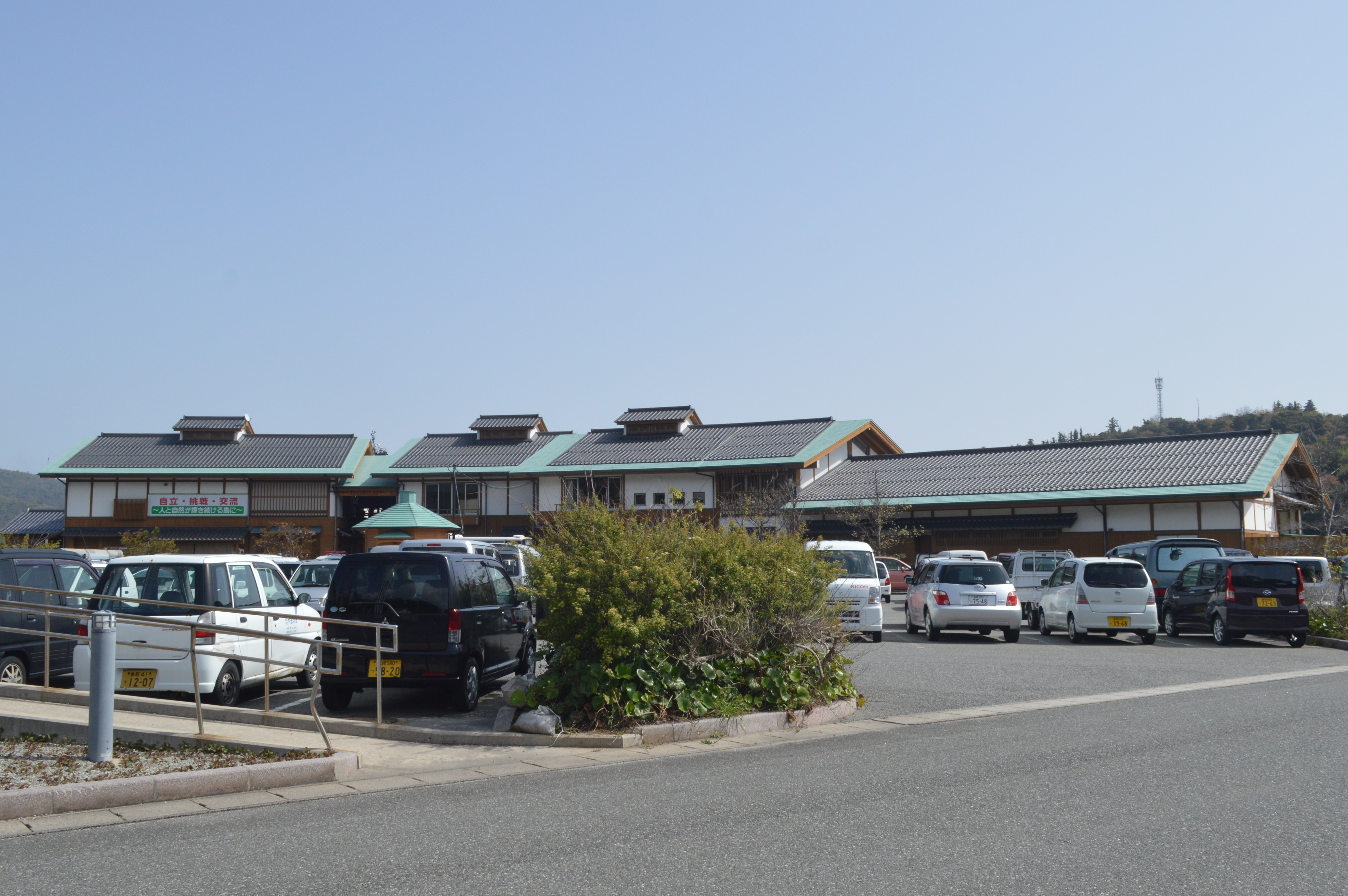
承久海道キンニャモニャセンター
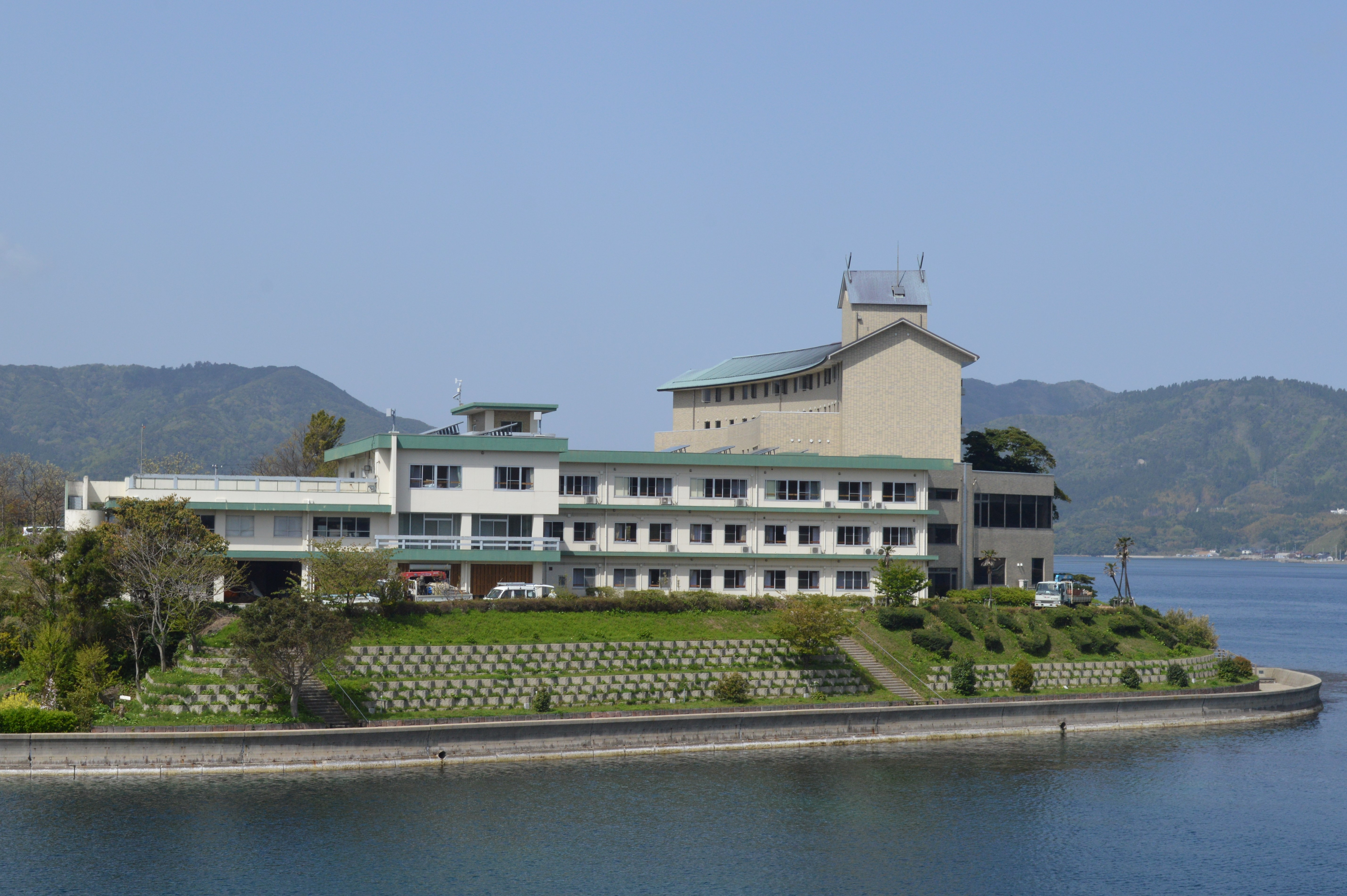
マリンポートホテル海士
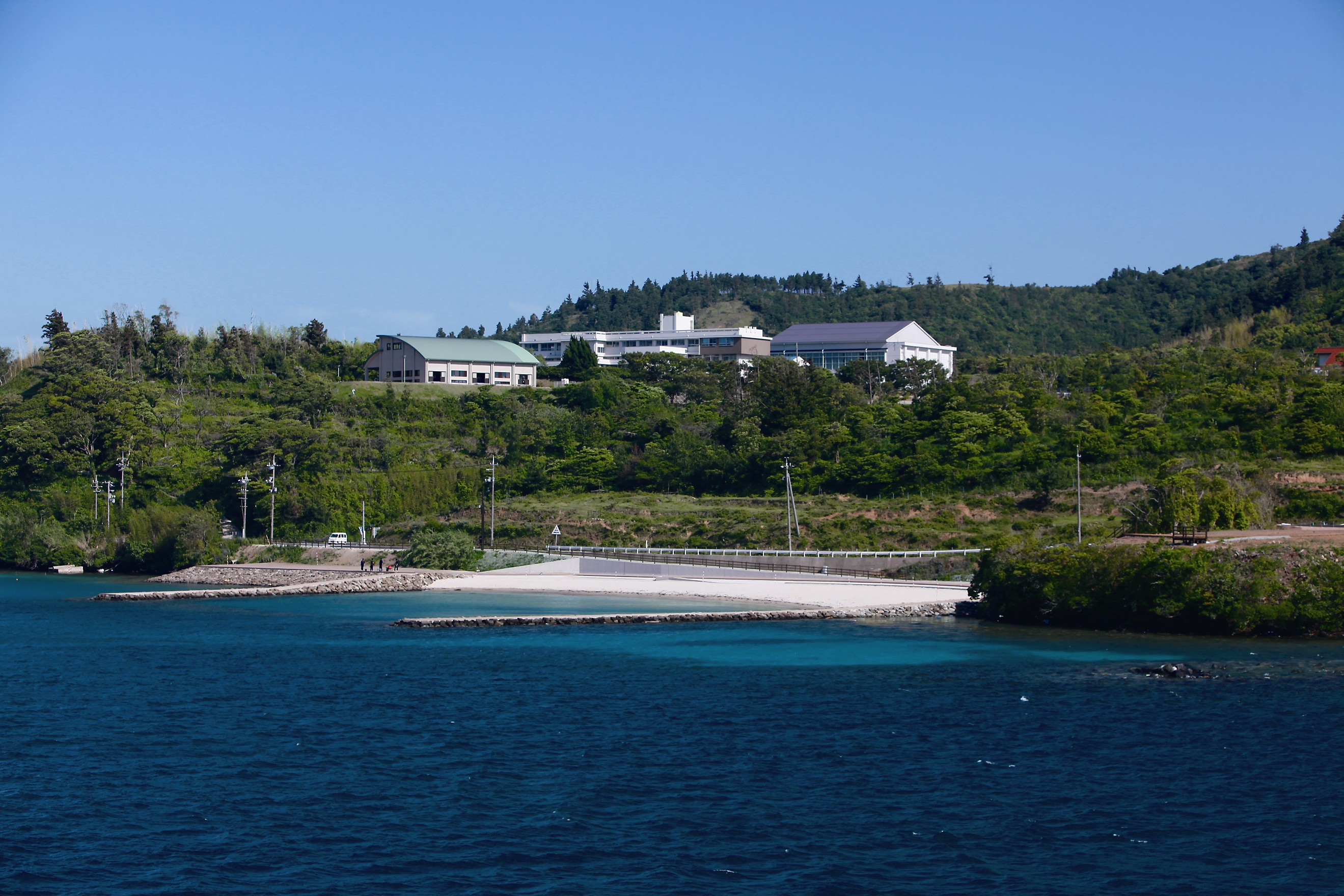
島根県立隠岐島前高等学校